# Nototriche artemisioides
Nototriche artemisioides är en malvaväxtart som beskrevs av Arthur William Hill. Nototriche artemisioides ingår i släktet Nototriche och familjen malvaväxter. Inga underarter finns listade i Catalogue of Life.